# Barry Pepper
Barry Pepper, född 4 april 1970 i Campbell River, British Columbia, är en kanadensisk skådespelare. Han har medverkat i filmer som Rädda menige Ryan, Battlefield Earth, The Snow Walker, Den gröna milen, Flags of Our Fathers, 25th Hour, Knockaround Guys, We Were Soldiers och The Kennedys.

## Filmografi (i urval)
- 1996 – Titanic (TV-serie)
- 1998 – Rädda menige Ryan
- 1998 – Enemy of the State
- 1999 – Den gröna milen
- 2000 – Battlefield Earth
- 2001 – Knockaround Guys
- 2002 – We Were Soldiers
- 2002 – 25th Hour
- 2003 – The Snow Walker
- 2005 – The Three Burials
- 2006 – Flags of Our Fathers
- 2008 – Seven Pounds
- 2009 - Call of Duty: Modern Warfare 2 (röst i dataspel)
- 2010 – True Grit
- 2010 – Casino Jack
- 2010 – When Love Is Not Enough: The Lois Wilson Story (TV-film)
- 2011 – The Kennedys (TV-serie)
- 2013 – Broken City
- 2013 – Snitch
- 2013 – The Lone Ranger
- 2014 – Kill the Messenger